# Grands appartements du château de Versailles
Les grands appartements constituent une partie du château de Versailles.
Ils se composent de deux parties établies dans l'enveloppe construite par Le Vau et destinée à englober le château de Louis XIII. Ces deux parties sont :
- le « Grand appartement du roi » au nord ;
- le « Grand appartement de la reine » au sud.

Elles communiquent entre elles par la Galerie des glaces. On y accède lors du circuit de visite par le « Salon d'Hercule », à la jonction de l'Aile du Nord et du corps central du château. De 1797 à 1810, les Grands Appartements furent transformés en un musée spécial de l'École française, dont la création participe à la nationalisation du château de Versailles.

## Salon d'Hercule
Ce salon ne fait pas à proprement parler partie des grands appartements.
Lieu de passage de l’aile du Nord au corps central, ce salon, le plus vaste du château, est exposé à l’est et à l’ouest. Disposée dans la partie haute de la quatrième chapelle, utilisée de 1682 à 1710 et précédant la chapelle actuelle, toute voisine, elle ne comportait au premier étage que des tribunes sur le pourtour, tout comme la chapelle actuelle. En 1710, on posa un plancher pour créer le salon. Robert de Cotte fut chargé de la décoration, qu’il commença en 1712. On interrompit les travaux à la mort de Louis XIV en 1715 et ils ne furent repris qu'en 1725.
Le salon est richement orné. On peut y voir:
- Les murs recouverts de marbres de différentes couleurs et provenant de plusieurs régions de France, notamment des carrières des Pyrénées.
- Les 230 pilastres faisant le pourtour de la salle et dont les bases et les chapiteaux corinthiens, en bronze doré, soutiennent une corniche ornée de consoles et de trophées.

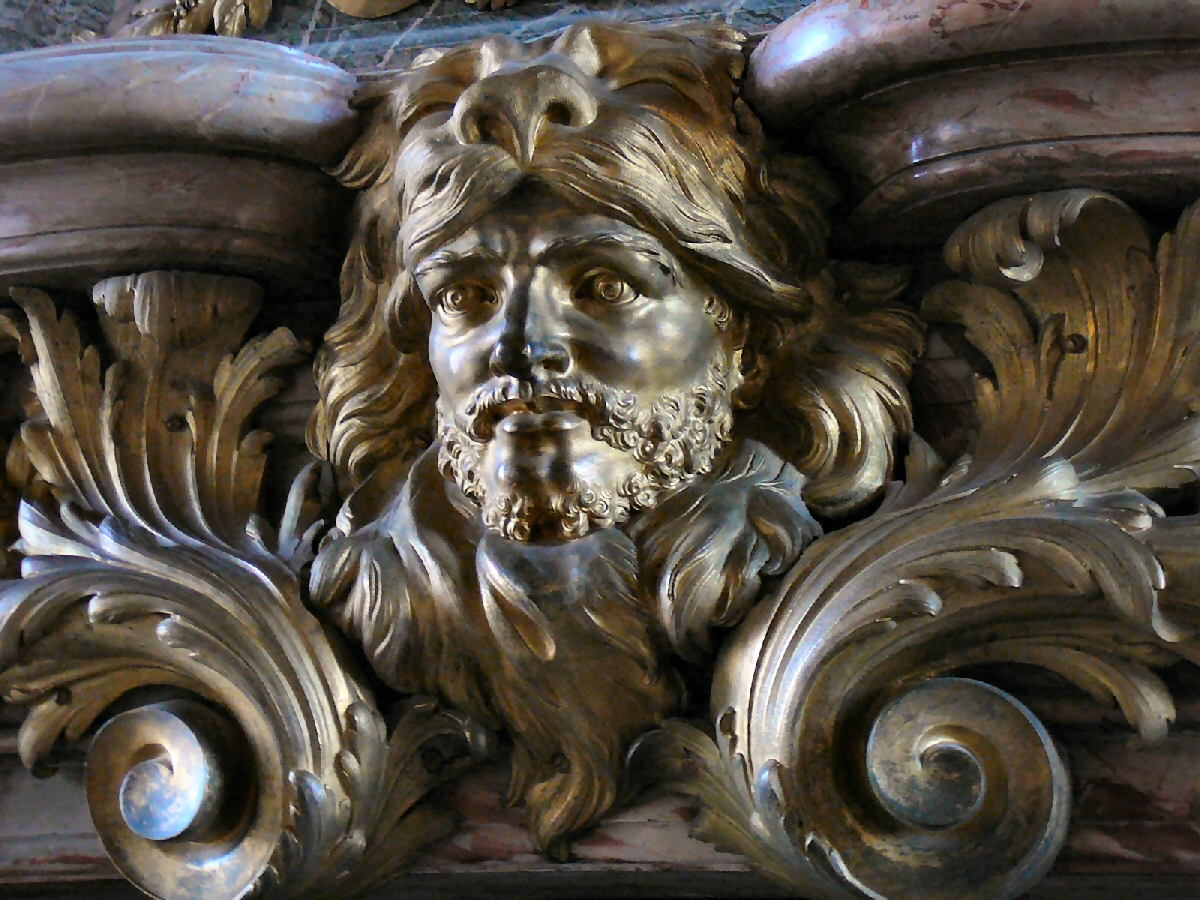
Hercule, détail de la cheminée du Salon d'Hercule.

- La cheminée en marbre d’Antin ornée de bronzes d’Antoine Vassé dont Hercule appuyé sur sa massue dans un médaillon, et, au-dessous, une tête du dieu coiffé de la peau du lion de Némée et encadrée de guirlandes de vigne sortant des cornes d’abondance, ainsi que des têtes de lions aux retombées.
- Au-dessus de la cheminée est accroché un tableau de Véronèse à thème biblique : Rebecca et Éliézer. Cette peinture à l'huile d'une dimension de 2,40 m x 3,66 est datée approximativement entre 1550 et 1580. Son cadre a été réalisé par Jacques Verbeckt.
- Le plafond décoré par François Lemoyne entre 1733 et 1736. Nommé l'Apothéose d’Hercule il représente Junon, Jupiter, Hébé, les Muses, Apollon et Héraclès. Cette fresque comprend 142 personnages et fut tellement admirée à son inauguration qu’elle valut à son auteur le titre de premier peintre du Roi. Mais Lemoyne, épuisé par son travail, se suicida peu après en se perçant de neuf coups d’épée.
- Face à la cheminée se trouve une autre œuvre de Véronèse : Le repas chez Simon le Pharisien (9,74 m x 4,54 m). Cette peinture à l'huile à thème religieux est datée de 1576. L'œuvre, commandée par les pères servites pour leur réfectoire à Venise, fut offerte à Louis XIV par la République de Venise en 1664. Le cadre fut sculpté par Jacques Verbeckt. Cette œuvre a été rapportée au château de Versailles du Louvre où elle avait été envoyée.

Ce salon servit aux grandes réceptions, notamment :
- le grand bal paré de 1739.
- des soupers au Grand Couvert.
- la réception des ambassadeurs de Tippo-Sahib en 1788.
- la réception d’une députation de l’Assemblée nationale qui venait apporter à Louis XVI un décret proclamant sa fidélité, le 6 octobre 1789.

## Le Grand appartement du roi

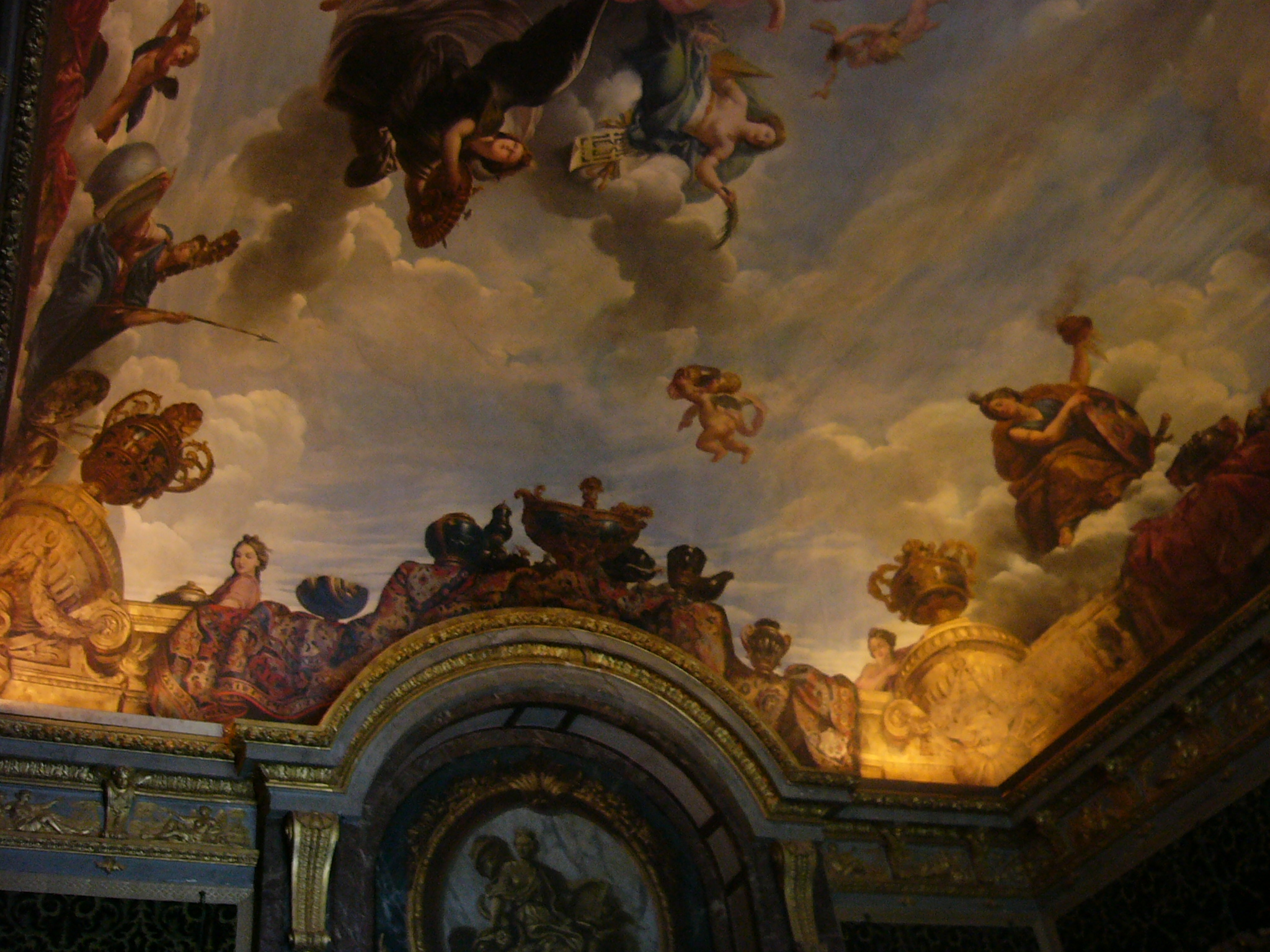
Détail du plafond du Salon de l'Abondance peint par René-Antoine Houasse vers 1683.

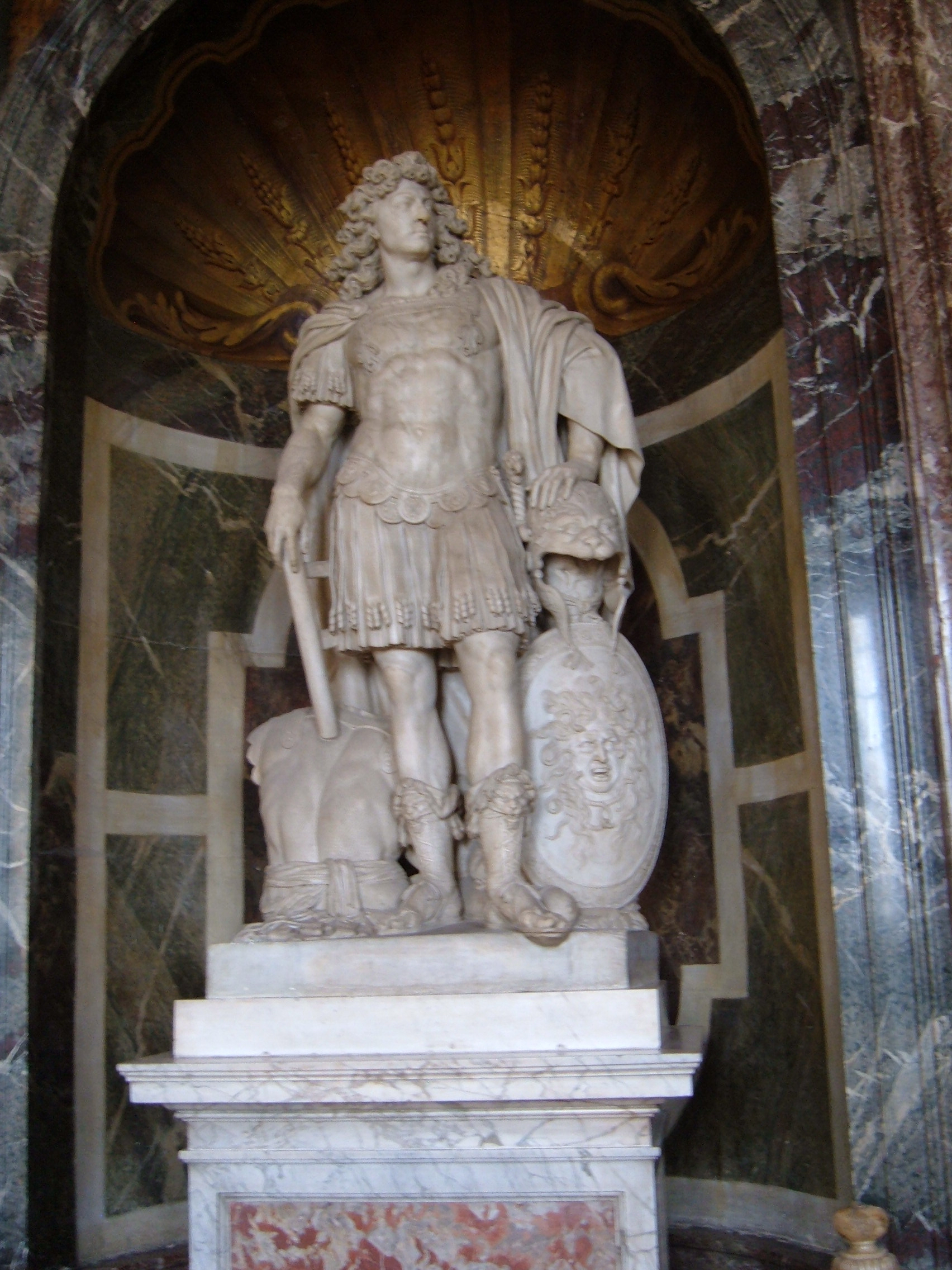
Statue de Louis XIV par Jean Varin dans le salon de Vénus.

Le Grand Appartement du Roi occupe la partie du château qui communique avec l'Aile Nord. Il est complété par l' « Appartement du Roi » (ou appartement d'étiquette) et l'« Appartement intérieur du Roi ».
Les grands appartements furent conçus par Charles Le Brun. Il s'inspira pour la décoration des fresques de Pierre de Cortone pour les salles de réception du grand-duc Ferdinand II de Médicis, au Palais Pitti à Florence, réalisées entre 1641 et 1647. Dans ces cinq Salles des Planètes du Palais Pitti, la suite hiérarchique des divinités est fondée sur la cosmologie ptolémaïque : Vénus, Apollon, Mars, Jupiter (la salle du trône des Médicis), et Saturne. Ces plafonds rendaient hommage à la lignée des Médicis et à leur capacité à être des dirigeants vertueux.

### Salon de l'Abondance
Ce salon ouvrait d'une part sur le cabinet des Curiosités et des Raretés et d'autre part servait de vestibule des tribunes lorsque la chapelle occupait la place du salon d’Hercule. Des portières et des tabourets de velours vert galonné d’or garnissaient cette pièce. En 1955, la pièce fut restaurée avec du velours de Gênes vert bordé de passementeries d’or refaites sur des modèles du XVIIe siècle. Les jours d’appartement, on dressait trois buffets, sur lesquels les pièces d’orfèvrerie uniquement d’apparat voisinaient avec d’autres contenant des boissons chaudes et des rafraîchissements pour les courtisans.
La peinture du  plafond représente l'Abondance et la Libéralité qui est l’œuvre de René-Antoine Houasse vers 1683, élève de Lebrun ; il représente au centre l’allégorie de la Magnificence royale, les jeunes gens et les jeunes filles, sur le pourtour, disposent les pièces d’orfèvrerie royales, tout en regardant vers les visiteurs.
Les portraits de personnages disposés dans la salle sont :
- Louis de France (le Grand Dauphin) Ce tableau  (67 cm x 77 cm) est une copie d'après un original de Hyacinthe Rigaud et est daté de 1697.
- Louis de Bourbon, duc de Bourgogne peint par  Hyacinthe Rigaud (dimensions : 80 cm x 110 cm). C'est une peinture à l'huile sur toile (copie) datée approximativement entre 1700 et 1725.
- Louis XV par Jean-Baptiste van Loo. C'est une peinture à l'huile sur toile de 1,71 m x 2,05 m datée entre 1716 et 1729. Ce tableau est l'une des nombreuses répliques d'un original perdu.
- Philippe V d'Espagne par  Hyacinthe Rigaud
- L’abondance
- La Magnificence, médaillon ovale de Claude Audran III, peint en camaïeu sur toile. Cette toile se situe au-dessus de la  porte  qui ouvrait autrefois sur le cabinet des curiosités, dont le plancher était surélevé de cinq marches.

### Salon de Vénus
Sous Louis XIV, cette pièce de 7,38 m x 13,27 m donnait en haut de l'Escalier des Ambassadeurs, détruit sous Louis XV. Les soirs d’appartement, tout autour de la pièce, la collation se servait sur des tables garnies  de flambeaux d'argent. Des corbeilles de filigranes étaient approvisionnées au fur et à mesure que les invités du Roi se servaient. L'éclairage de la pièce consistait en deux grands lustres d’argent et huit girandoles à cristaux supportés par des guéridons dorés. Du velours vert galonné d’or garnissait les portières et les tabourets. Des colonnes et des pilastres d’ordre ionique en marbre ornaient les murs. Entre ceux-ci Jacques Rousseau peignit des trompe-l’œil de cours et de galeries de palais antiques ainsi que des statues de Méléagre et Atalante entre les fenêtres.

### Salon de Diane
Diane est la déesse de la lune et la chasse. Elle est assimilée à Artémis.
Dimension : 8,70 m x 7,55 m x 10,34 m. Louis XIV excellait au jeu de billard et utilisa cette pièce comme salle de jeu. On recouvrait la table, placée au milieu de la pièce, d’un tapis de velours cramoisi bordé de franges d’or. Des estrades recouvertes de tapis de Perse à fils d’or et d’argent, sur lesquelles s’asseyaient les dames pour suivre la partie, entouraient le billard.
Décorations :
- revêtement mural de marbre,

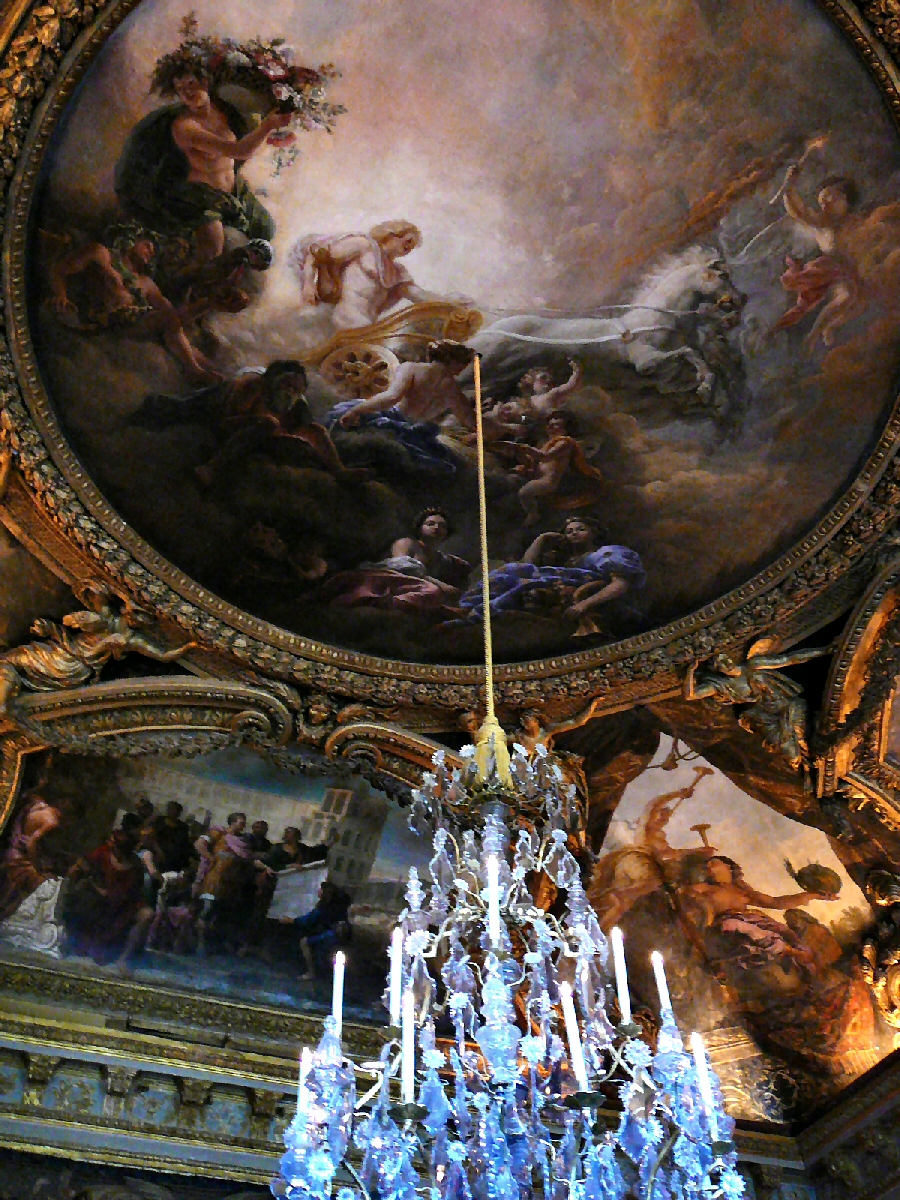
Détail du plafond du Salon d'Apollon

- ornements de bronze doré (trophées et enfants ailés supportant la couronne royale). Les modèles de ces reliefs furent fournis par Mazeline et Jouvenet, et fondus par Keller,
- en 1685, Louis XIV voulut placer dans ce salon son buste exécuté vingt ans plus tôt par le Bernin
- cheminée surmontée d’une peinture qui comme le plafond est de Charles de La Fosse. Elle représente l’épisode  du sacrifice d’Iphigénie.Dimensions : 224 H ; 212 L
- le plafond montre « Diane sur son char présidant à la chasse et à la navigation ». La déesse se déplace sur un halo de  lune entourée par les allégories des Heures nocturnes (l’une lisant des livres et l’autre endormie par l’Amour qui lui verse des pavots) et par les Heures fraîches du matin répandant les fleurs et la rosée.
- petit bas-relief de marbre, attribué à Jacques Sarrazin, « la Fuite en Égypte », incrusté dans le bandeau de la cheminée,
- les peintures en camaïeu, de Gabriel Blanchard au-dessus des portes, évoquent chacune un épisode de la légende et du culte de la Déesse de la Chasse : Diane et Actéon, Diane protégeant Aréthuse, Une offrande de fleurs, Sacrifice à Diane.
- Voussures de Claude Audran à l'Est Cyrus chassant le sanglier, au Sud Jules César envoyant une colonie romaine à Carthage.
- Voussures de Charles de La Fosse, à l'Ouest Jason et les Argonautes, au Nord Alexandre chassant le lion.

### Salon de Mars
Ce salon était la salle de garde de Louis XIV, il servait également quelquefois de salle de bal.
Mars est le dieu de la guerre.

### Salon de Mercure
Le salon de Mercure est la chambre d'apparat du roi. Il n'y dormait pas (Louis XIV couchait dans la chambre de son appartement d'étiquette, au centre du Palais et ses deux successeurs préféraient leur petit appartement). Le lit était symbolique. Le roi y tenait audience, comme dans le salon d'Apollon (qui était son ancienne chambre). Mercure est le dieu des routes.

### Salon de la Guerre

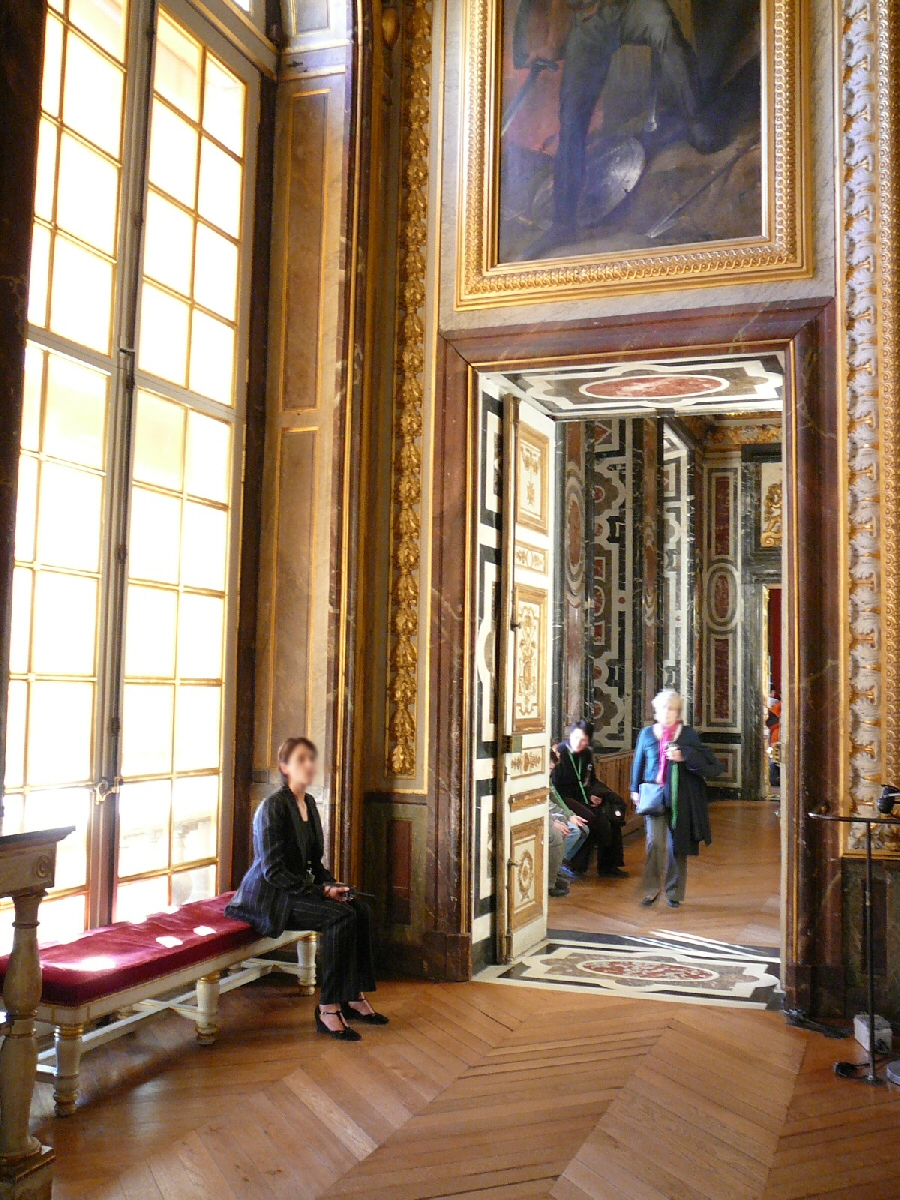
Enfilade des pièces dans le Grand Appartement de la Reine

C'est le salon situé au nord de la Galerie des Glaces.
Au plafond, est représentée la France portée par des nuages. Elle porte casque et cuirasse. Son bouclier est orné du portrait du roi couronné de lauriers. À son autre main, la France lance un éclair de foudre.
Sous la coupe du plafond, Bellone est peinte sur son char tiré par deux chevaux. Sur les trois autres côtés de la voûte, il y a trois figures : l'Autriche et son aigle, la Hollande et l'Espagne avec leur lion respectif.
Sur le mur situé à l'Orient, un bas-relief ovale de Coysevox, bordé de marbre, représente le Roi à cheval. À ses pieds, deux captifs ont les mains liées de festons de fleurs. Au-dessus, on peut voir une couronne royale, ainsi que deux renommées sonnant la victoire du roi avec leurs trompettes.
Le salon de la Guerre fait communiquer les grands Appartements avec la Galerie des Glaces. Dans ce salon sont représentées les victoires du Roi, avec la sculpture de Coysevox représentant Louis XIV en empereur romain couronné par la Victoire.

## Le Grand appartement de la reine
Le Grand appartement de la reine occupe la partie du château qui communique avec l'Aile Sud. 
Dans le même bloc se trouvent également les « Cabinets intérieurs de la Reine » et les « Appartements de Madame de Maintenon ».

### Salon de la Paix
Le pendant du salon de Guerre est situé au sud de la Galerie des Glaces.

### Chambre de la Reine
De chaque côté du lit de la reine, une porte qui menait dans les passages de Versailles, permettant ainsi à le souveraine se rendre directement dans les chambres de ses enfants.

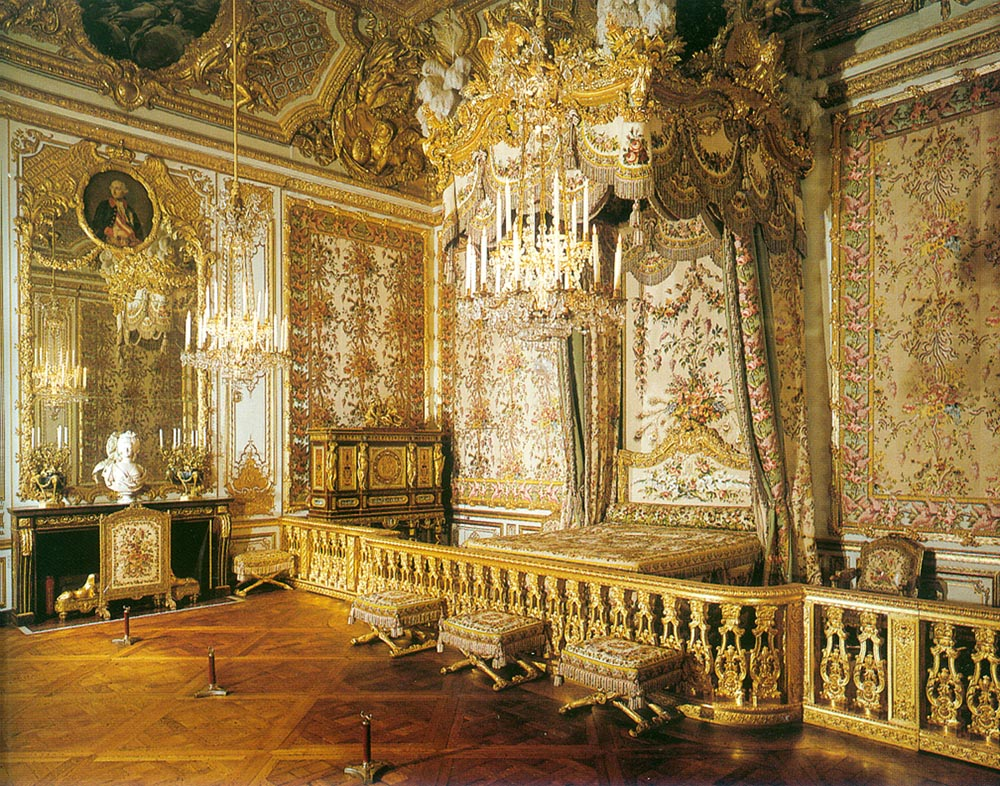
La Chambre de la Reine

Il ne reste pas beaucoup d'éléments de la Chambre de la Reine telle qu'elle fut décorée sous Louis XIV pour Marie Thérèse. À partir de 1783, Marie-Antoinette la remit entièrement au goût du jour : mobilier, tentures et boiseries sont changés. 
Seul le plafond est épargné. 
Cette chambre, comme la Grande Chambre du Roi sur la Cour de marbre, est un lieu de théâtre: Coucher de la Reine, mais aussi adoption publique des Enfants de France, etc.
Comme le reste du château, la Révolution française a conduit à ce que la Chambre soit vidée.

### Grand Cabinet
Appelé aussi « Salon des Nobles ». 
Il ne reste du décor originel (de l'époque de la reine Marie-Thérèse) que le plafond peint par Michel Corneille le Jeune en 1671. Il représente Mercure répandant son influences sur les arts et les sciences, et les voussures évoquent des femmes illustres de l'antiquité, devant servir de modèles à la souveraine.
En 1785, Marie-Antoinette décide de faire redécorer cette pièce. Les lambris de marbre seront remplacés par des lambris en menuiserie, des miroirs, et des soieries vertes.
Dans ce salon, la reine tenait son cercle et accueillait des personnes de sa cour admises en sa compagnie.

### Antichambre du grand couvert
D'abord salle des gardes de la reine, elle servit ensuite de salle à manger résidentielle.

### Escalier de la reine
Construit en 1680, il a rapidement été le plus fréquenté du château. Il est construit presque entièrement en marbre à l'exception ses marches qui sont en pierre. Il est orné d'un trompe-l'œil sur le mur.